# Mungindi
Mungindi – miasto w Australii, w stanie Nowa Południowa Walia.